# Helgaia catharinensis
Helgaia catharinensis är en kackerlacksart som beskrevs av Guilherme A.M.Lopes och de Oliveira 2004. Helgaia catharinensis ingår i släktet Helgaia och familjen småkackerlackor. Inga underarter finns listade i Catalogue of Life.